# Numbulwar
Numbulwar es una pequeña comunidad aborigen ubicada en la costa del Golfo de Carpentaria en el Territorio del Norte de Australia.
El asentamiento permanente de la región comenzó en 1952 luego de la fundación de la Misión de Rose River por parte de comunidades aborígenes locales y la Church Mission Society.
La misión funcionó hasta los años 1970, cuando la comunidad pasó al control del Consejo Comunitario Numbulwar Numburindi.
La comunidad cuenta con una tienda de abarrotes, una estación de policía, una escuela comunitaria, un taller de automóviles, una oficina postal y unos 670 residentes. Mission Aviation Fellowship tiene una base en Numbulwar que provee servicios de transporte aéreo a la comunidad.